# 힐레뢰드

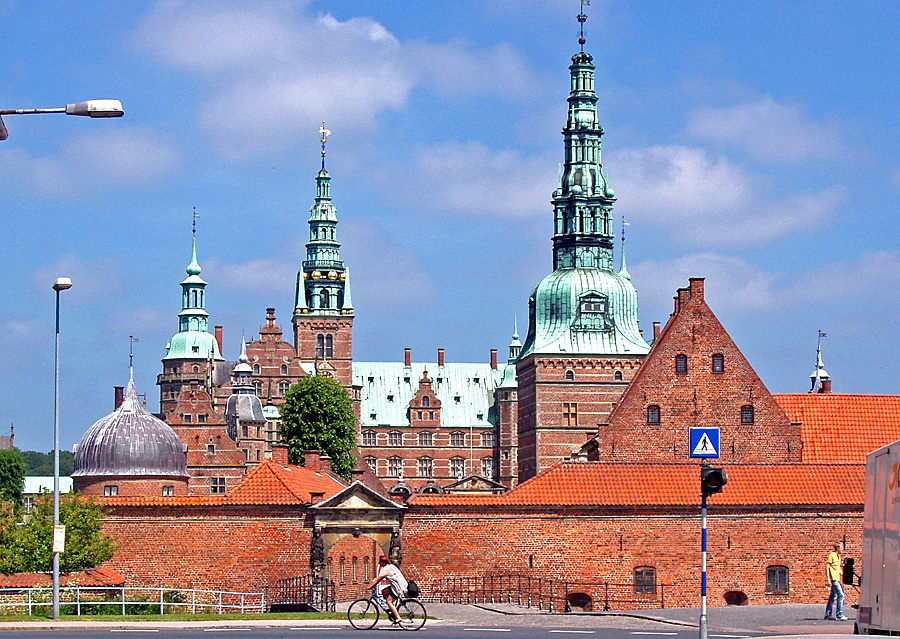
프레데릭스보르성

힐레뢰드(덴마크어: Hillerød)는 덴마크 셸란섬 북부에 위치한 도시로, 인구는 30,570명(2012년 1월 1일 기준)이며 행정 구역상으로는 덴마크 수도 지역 힐레뢰드시에 속한다. 코펜하겐, 헬싱외르에 이어 셸란섬에서 세 번째로 큰 도시이다.
주요 관광 명소로 프레데릭스보르성이 있다. 이 성은 역대 덴마크 국왕의 대관식이 열렸던 곳이며 현재는 덴마크 국립역사박물관으로 사용되고 있다.

## 같이 보기
- 힐레뢰드시